# Anzi... siamo già arrabbiati
Anzi... siamo già arrabbiati è un singolo del rapper italiano Rancore e del disc jockey DJ Myke, estratto dall'album Silenzio il 26 giugno 2012.

## Video musicale
Il videoclip, scritto e diretto da Thomas Derton e Luca Sorgato, è stato pubblicato contestualmente all'uscita del singolo attraverso il canale YouTube dell'etichetta Doner Music.

## Tracce
1. Anzi... siamo già arrabbiati – 3:44